# Хордзян
Хордзян (арм. Խորձյան) — гавар провинции Цопк Великой Армении. На сегодняшний день территория исторического гавара Хордзян находится в границах Турции.

## География
Хордзян находится на северо-востоке провинции Цопк. На юго-западе Хордзян граничит с гаваром Пагнатун провинции Цопк, на северо-западе − с гаваром Мндзур провинции Бардзр Айк, на севере − с гаваром Екегеац провинции Бардзр Айк, на северо-востоке − с гаваром Мананаги провинции Бардзр Айк, на северо-востоке − с гаваром Мардаги провинции Туруберан, на востоке − с гаваром Аршамуник провинции Туруберан, на юге − с гаваром Аштянк провинции Цопк. 
По территории Хордзяна протекает река Пагин.
В Хордзяне находятся крепости Авзаберд, Арталес, Когоберд.
Крупнейшими поселениям являются Личк и Серкевли.
На севере находится известное своим монастырём село Ангстун.